# Eduardo Pereira Rodrigues
Eduardo Pereira Rodrigues (Goiânia, Goiás, Brasil, 7 de enero de 1992), más conocido como Dudu, es un futbolista brasileño. Juega como centrocampista y su equipo actual es el Clube atletico mineiro del Campeonato Brasileño de Serie A.

## Carrera
Dudu, inició su carrera en 2001 en el Atlético Goianiense, en las categorías de base, donde venció todo que disputó por el club, saliendo en 2005 para ir al Cruzeiro, ahí hace la prueba en la categoría de base donde fue aprobado y contratado. En el club minero permaneció cinco años en las divisiones de base.

### Cruzeiro
Comenzó su carrera futbolística profesional en Cruzeiro, el 14 de junio de 2009 hizo su debut oficial ante el SE Palmeiras, tal partido terminó 3-1 a favor del SE Palmeiras. Su primer gol lo hizo contra el Uberlândia en un partido amistoso el 23 de enero de 2011 después de volver de un préstamo al Coritiba en 2010. Utilizó el dorsal "20".

### Dinamo de Kiev
El 27 de agosto de 2011, Dudu fue vendido al Dínamo de Kiev por 5 millones de euros. Luego en su tercer partido Dudu hizo su primer gol con la camiseta del Dínamo, él marcó el quinto gol en la victoria por 6 a 1 delante del Zorya Lugansk.

### Gremio
El 11 de febrero de 2014 fue contratado en calidad de préstamo al Grêmio. A lo largo de la temporada, Dudu obtuvo actuaciones destacadas por el Grêmio. Sin embargo al término de la temporada, el club gaúcho no renovó el préstamo con el jugador.

### Palmeiras
Después de casi ser fichado por el Corinthians, el 11 de enero de 2015 se unió a Palmeiras en un contrato de cuatro años. Si bien se encuentra entre los jugadores más importantes del equipo, Dudu también fue criticado por los fanáticos debido a su comportamiento temperamental en el campo, que incluyó ser expulsado durante la final del Campeonato Paulista 2015 después de golpear al árbitro. Ayudó al Palmeiras a ganar la Copa de Brasil 2015 al anotar dos goles en el partido final contra el Santos. Al comienzo de la temporada 2016, los problemas de actitud ya no eran un problema cuando Dudu asumió el cargo de capitán del club luego de una lesión en el codo del excapitán Fernando Prass. Luego llevó al equipo a otro título, el Campeonato Brasileiro 2016, el noveno en la historia del club.
En marzo de 2018, amplió su contrato hasta 2022. Tras la llegada de Roger Machado como nuevo entrenador, Dudu ya no llevaba el brazalete del equipo, aunque seguía siendo titular habitual en el lado izquierdo del ataque.

## Selección brasileña
En 2011 fue convocado por Ney Franco para defender a la Selección de fútbol de Brasil que disputó él Mundial sub-20 en Colombia. Marcó su primer gol en el tercer partido que disputó, en la victoria 4-0 sobre Panamá. Disputó todos los otros partidos, siempre como reserva, y marcó nuevamente en el partido contra Arabia Saudita, donde Brasil lo venció por 3-0, también marcó en el empate 2-2 contra España.
Dudu disputó dos partidos por la selección absoluta de Brasil, uno contra Gabón en la victoria 2-0 del scratch el 10 de noviembre de 2011, sustituyendo en el minuto 77' al jugador Jonas, y otro contra Egipto también por la cuenta de 2-0 por sobre los faraones el 14 de noviembre de 2011.

## Clubes
| Club                        | País    | Año       |
| --------------------------- | ------- | --------- |
| Cruzeiro E. C.              | Brasil  | 2009-2011 |
| Coritiba F. B. C. (cedido)  | Brasil  | 2010      |
| F. C. Dínamo de Kiev        | Ucrania | 2011-2015 |
| Grêmio F. B. P. A. (cedido) | Brasil  | 2014      |
| S. E. Palmeiras             | Brasil  | 2015-     |
| Al-Duhail S. C. (cedido)    | Catar   | 2020-     |

## Estadísticas
Datos actualizados al 27 de noviembre de 2021.
| Cruzeiro E. C. · Brasil | 1.ª           | 2009          | 6   | 0  | -  | -  | -  | - | -  | - | 6   | 0  |
| Cruzeiro E. C. · Brasil | 1.ª           | 2010          | -   | -  | 1  | 0  | -  | - | -  | - | 1   | 0  |
| Cruzeiro E. C. · Brasil | 1.ª           | 2011          | 6   | 0  | 2  | 1  | -  | - | 4  | 0 | 12  | 1  |
| Cruzeiro E. C. · Brasil | Total club    | Total club    | 12  | 0  | 3  | 1  | 0  | 0 | 4  | 0 | 19  | 0  |
| Coritiba F. B. C. · Brasil | 2.ª           | 2010          | 21  | 0  | -  | -  | -  | - | -  | - | 21  | 0  |
| Coritiba F. B. C. · Brasil | Total club    | Total club    | 21  | 0  | 0  | 0  | 0  | 0 | 0  | 0 | 21  | 0  |
| F. C. Dinamo de Kiev · Ucrania | 1.ª           | 2011-12       | 4   | 1  | -  | -  | -  | - | 1  | 0 | 5   | 1  |
| F. C. Dinamo de Kiev · Ucrania | 1.ª           | 2012-13       | 13  | 1  | -  | -  | -  | - | 2  | 0 | 15  | 1  |
| F. C. Dinamo de Kiev · Ucrania | 1.ª           | 2013-14       | 7   | 0  | -  | -  | 1  | 1 | 3  | 0 | 11  | 1  |
| F. C. Dinamo de Kiev · Ucrania | Total club    | Total club    | 24  | 2  | 0  | 0  | 1  | 1 | 6  | 0 | 31  | 3  |
| Grêmio F. B. P. A. · Brasil | 1.ª           | 2014          | 35  | 3  | 10 | 3  | 1  | 0 | 7  | 2 | 53  | 8  |
| Grêmio F. B. P. A. · Brasil | Total club    | Total club    | 35  | 3  | 10 | 3  | 1  | 0 | 7  | 2 | 53  | 8  |
| S. E. Palmeiras · Brasil | 1.ª           | 2015          | 28  | 10 | 16 | 3  | 11 | 3 | -  | - | 55  | 16 |
| S. E. Palmeiras · Brasil | 1.ª           | 2016          | 33  | 6  | 12 | 3  | 2  | 0 | 4  | 0 | 51  | 9  |
| S. E. Palmeiras · Brasil | 1.ª           | 2017          | 26  | 9  | 14 | 4  | 4  | 2 | 7  | 1 | 51  | 16 |
| S. E. Palmeiras · Brasil | 1.ª           | 2018          | 31  | 7  | 17 | 4  | 5  | 1 | 11 | 2 | 64  | 14 |
| S. E. Palmeiras · Brasil | 1.ª           | 2019          | 36  | 9  | 14 | 2  | 4  | 0 | 10 | 2 | 64  | 13 |
| S. E. Palmeiras · Brasil | 1.ª           | 2020          | -   | -  | 8  | 2  | -  | - | 6  | 0 | 14  | 2  |
| S. E. Palmeiras · Brasil | 1.ª           | 2021          | 21  | 2  | -  | -  | -  | - | 9  | 2 | 30  | 4  |
| S. E. Palmeiras · Brasil | Total club    | Total club    | 175 | 43 | 81 | 18 | 26 | 6 | 47 | 7 | 329 | 74 |
| Total carrera | Total carrera | Total carrera | 267 | 48 | 94 | 22 | 6  | 0 | 64 | 9 | 431 | 79 |
| (1) Incluye datos del Campeonato Mineiro, Campeonato Gaúcho, Campeonato Paulista. (1) Incluye datos de la Copa de Ucrania, Copa de Brasil. (2) Incluye datos de la Copa Libertadores, Liga Europa de la UEFA, Liga de Campeones de la UEFA. (3) No incluye goles en partidos amistosos. |               |               |     |    |    |    |    |   |    |   |     |    |

### Selecciones
| Selección         | Temporada     | Amistosos | Amistosos | Mundial | Mundial | Total | Total |
| Selección         | Temporada     | Part.     | Goles     | Part.   | Goles   | Part. | Goles |
| ----------------- | ------------- | --------- | --------- | ------- | ------- | ----- | ----- |
| Sub-20 · Brasil   | 2011          | -         | -         | 7       | 3       | 7     | 3     |
| Sub-20 · Brasil   | Total         | 0         | 0         | 7       | 3       | 7     | 3     |
| Absoluta · Brasil | 2011          | 2         | 0         | -       | -       | 2     | 0     |
| Absoluta · Brasil | 2017          | 1         | 1         | -       | -       | 1     | 1     |
| Absoluta · Brasil | Total         | 3         | 1         | 0       | 0       | 3     | 1     |
| Total carrera     | Total carrera | 3         | 1         | 7       | 3       | 10    | 4     |

## Palmarés

### Campeonatos regionales
| Título              | Club            | Estado       | Año  |
| ------------------- | --------------- | ------------ | ---- |
| Campeonato Mineiro  | Cruzeiro E. C.  | Minas Gerais | 2011 |
| Campeonato Paulista | S. E. Palmeiras | São Paulo    | 2020 |
| Campeonato Paulista | S. E. Palmeiras | São Paulo    | 2022 |
| Campeonato Paulista | S. E. Palmeiras | São Paulo    | 2023 |

### Campeonatos nacionales
| Título              | Club              | País   | Año     |
| ------------------- | ----------------- | ------ | ------- |
| Serie B             | Coritiba F. B. C. | Brasil | 2010    |
| Copa de Brasil      | S. E. Palmeiras   | Brasil | 2015    |
| Serie A             | S. E. Palmeiras   | Brasil | 2016    |
| Serie A             | S. E. Palmeiras   | Brasil | 2018    |
| Qatar Stars League  | Al-Duhail S. C.   | Catar  | 2019–20 |
| Serie A             | S. E. Palmeiras   | Brasil | 2022    |
| Supercopa de Brasil | S. E. Palmeiras   | Brasil | 2023    |
| Serie A             | S. E. Palmeiras   | Brasil | 2023    |

### Campeonatos internacionales
| Título                         | Club o Selección    | Sede               | Año   |
| ------------------------------ | ------------------- | ------------------ | ----- |
| Campeonato Sudamericano sub-17 | Selección de Brasil | Chile              | 2009  |
| Copa Mundial sub-20            | Selección de Brasil | Colombia           | 2011  |
| Copa Libertadores              | S. E. Palmeiras     | Río de Janeiro     | 2020* |
| Copa Libertadores              | S. E. Palmeiras     | Montevideo         | 2021  |
| Recopa Sudamericana            | S. E. Palmeiras     | Curitiba/São Paulo | 2022  |

(*) Solo disputó la fase de grupos de la competición.

### Campeonatos amistosos
| Título      | Club            | País           | Año  |
| ----------- | --------------- | -------------- | ---- |
| Florida Cup | S. E. Palmeiras | Estados Unidos | 2020 |

## Controversias
El 18 de julio de 2025, el delantero brasileño Dudu, del Atlético Mineiro, fue sancionado con seis partidos de suspensión y una multa de R$ 90.000 por el Superior Tribunal de Justiça Desportiva (STJD), debido a comentarios misóginos que publicó en redes sociales en 2023 sobre la presidenta del Palmeiras, Leila Pereira. La decisión unánime del tribunal, motivada por una denuncia de la União Brasileira de Mulheres y que incluyó el testimonio de Pereira, llevó al Atlético Mineiro a solicitar un efecto suspensivo para que el jugador pudiera seguir actuando hasta que se resuelva el recurso en el pleno. Paralelamente, ambas partes mantienen demandas civiles cruzadas por difamación y daños morales.